# Лунное стекло

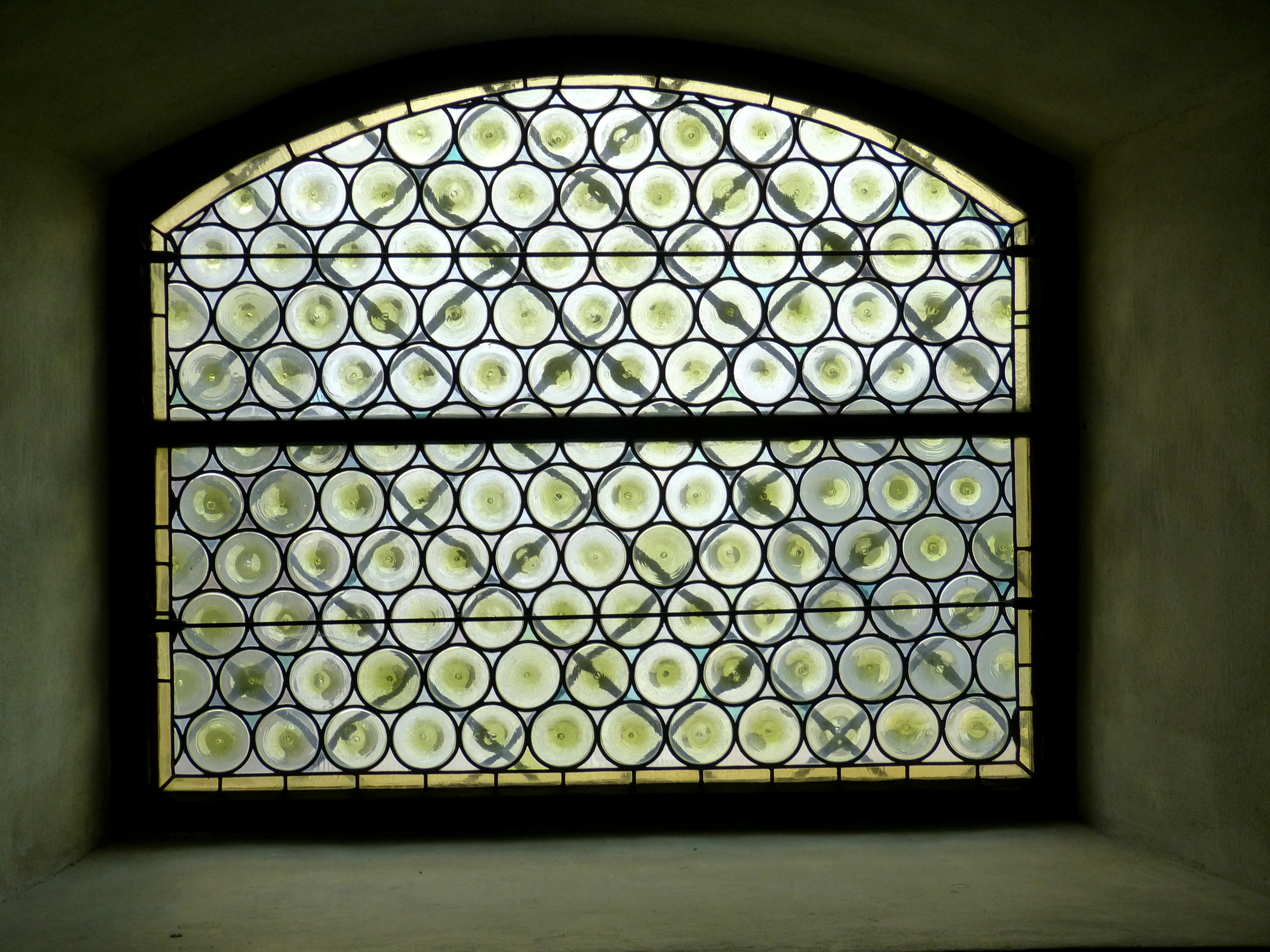
Окно приходской церкви Св. Павла. Бад-Аусзее, Штирия. Австрия

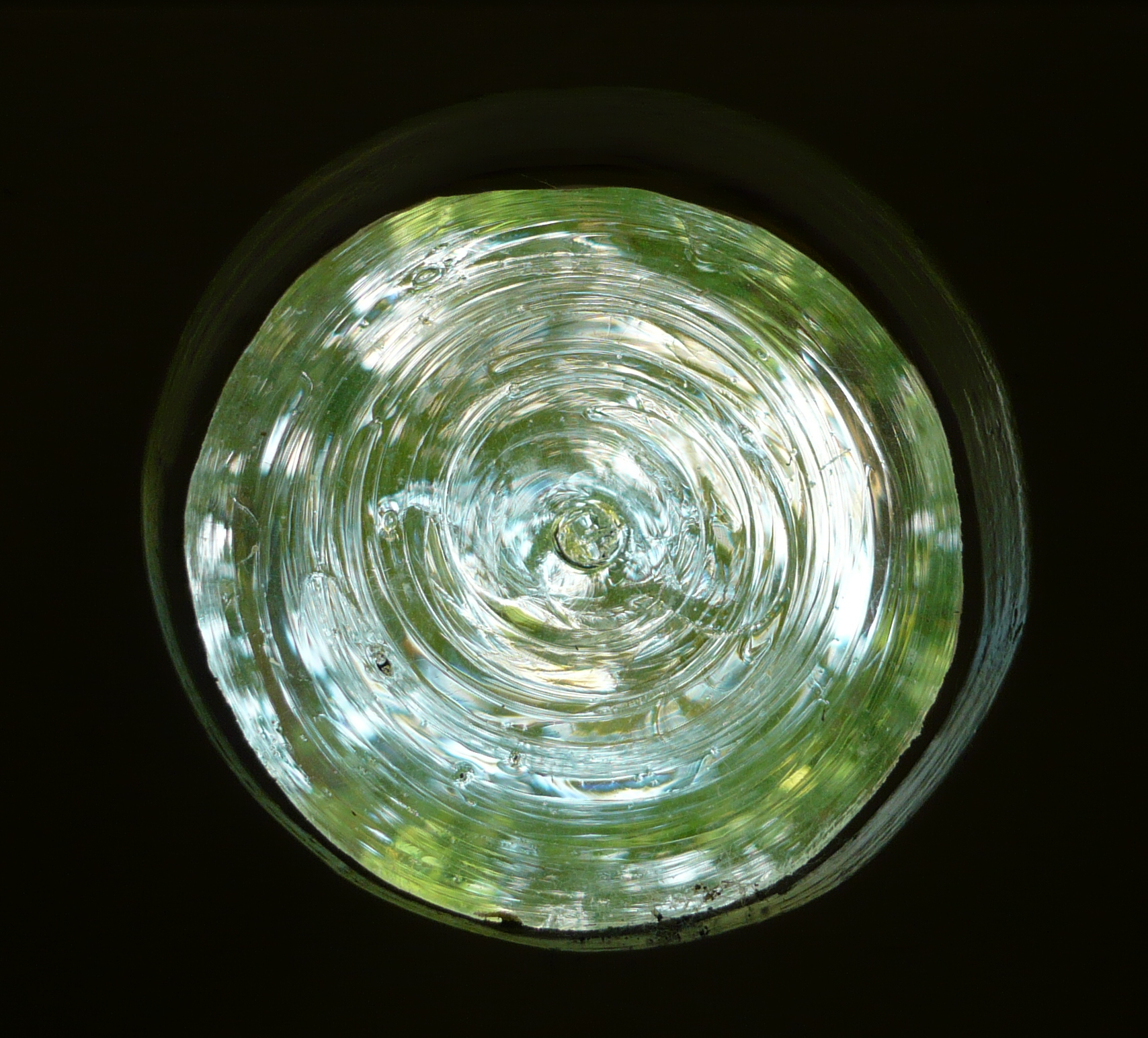
Образец лунного стекла

Лунное стекло — разновидность оконного стекла, а также способ его изготовления, получивший распространение в странах Западной Европы с XIV по XIX век.

## История
Точное время изобретения «лунного способа» изготовления оконного стекла неизвестно. Есть сведения о том, что этот способ был изобретён ещё в древности, в IV веке, и использовался на Ближнем Востоке и в Северной Африке в VII—VIII веках. Однако в Европе он известен с XIV века.
«Лунный способ», по некоторым источникам, был изобретён в Нормандии в районе Руана около 1330 года мастером Филиппом де Каккереем (фр. Philippe de Cacqueray). Однако возможно, что этот способ не возник в Европе независимо, а был перенят из Сирии. В Средние века и Новое время «лунный способ» существовал параллельно со «способом цилиндров», который был известен ещё ранее (описан пресвитером Теофилом (магистром Роже, или Рогиром, фон Хельмарсхаузеном в 1120 году). «Лунный способ» получил распространение в странах Западной Европы до изобретения листового стекла венецианскими мастерами в XVI веке, но и после этого производство «лунного стекла» оказалось более простым и экономичным. Наиболее популярен «лунный способ» был в Нормандии и Англии, способ цилиндров — в Лотарингии и континентальной Европе в целом.
Первые попытки производства «лунного стекла» в Англии были предприняты в 1565 году, но они не были успешными. Массовое производство «лунного стекла» в Англии началось только в конце XVII — начале XVIII века. В то время, как в континентальной Европе лунное стекло было вытеснено цилиндрическим к XVIII веку, в Англии лунное стекло продолжало широко использоваться до середины XIX века. Объясняется это тем, что в этой стране до 1845 года действовал налог на оконное стекло, который взимался исходя из веса стекла. Лунный способ позволял изготавливать очень тонкое стекло, которое, соответственно, облагалось самым низким налогом.

## Изготовление и применение

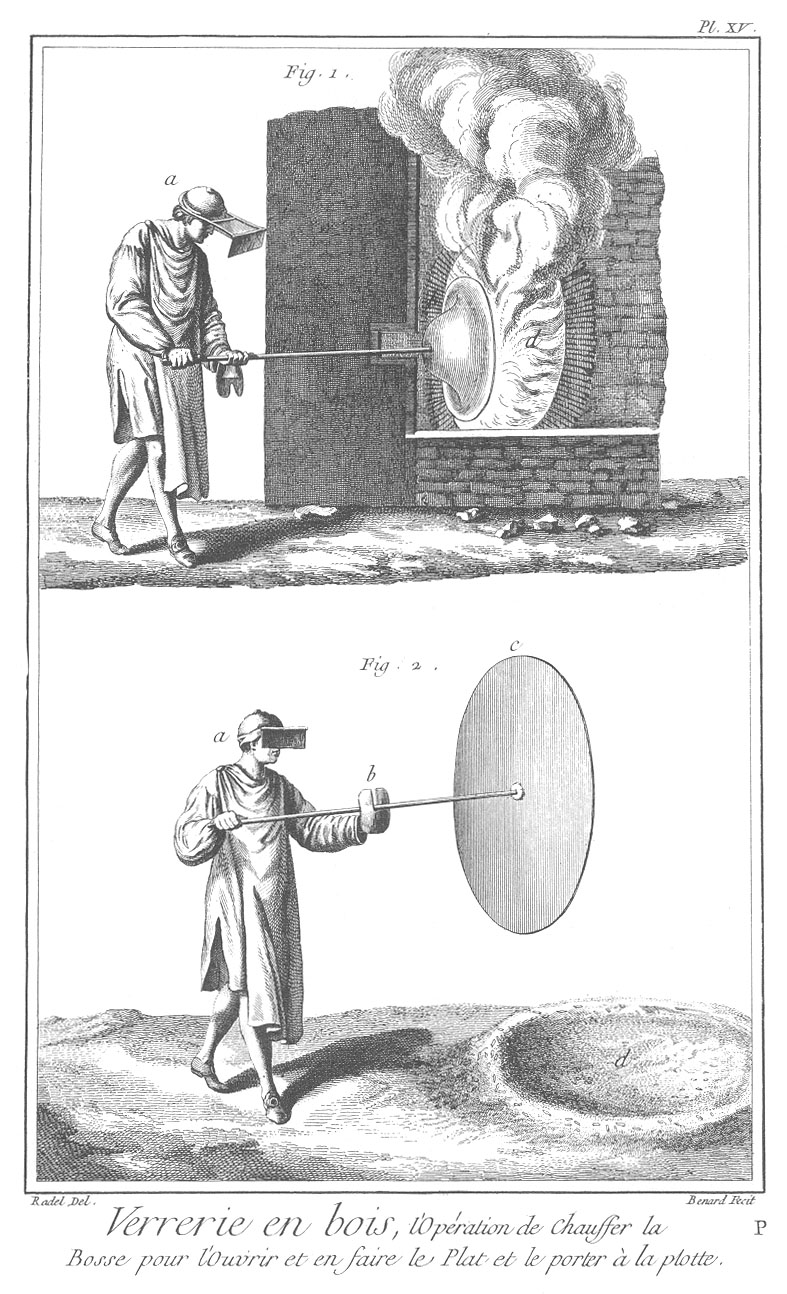
Производство лунного стекла

Первым этапом изготовления «лунного стекла» было выдувание «холявы» — заготовки в виде стеклянного пузыря. Холяве придавали вращение, за счёт чего она приобретала форму эллипсоида. Эллипсоид насаживали на «понтий» («мостик» — железный стержень) с противоположной стороны от стеклодувной трубки, а трубку отделяли ударом. Таким образом на том месте, где крепилась трубка, образовывалось отверстие. Это отверстие расширяли при помощи деревянной дощечки, одновременно вращая заготовку на понтии. Под действием центробежной силы заготовка постепенно «раскрывалась», превращаясь в диск.
Вначале диаметр получаемых дисков был небольшим, но к XVIII—XIX векам их размер стал достигать полутора метров. «Лунное стекло» отличалось невысоким качеством поверхности и незначительной прозрачностью из-за волнистости, в отличие от «цилиндрического стекла», также не идеального, которое в полузастывшем состоянии расправляли на специальной плите (позднее такое стекло научились шлифовать). Главным недостатком «лунного стекла» было наличие «бычьего глаза» или «пупка» — следа от понтия в центре диска. Но и этот технический недостаток стали обыгрывать декоративно в наборных витражах.
Из небольших лунных дисков («лунул»), или «плашек» (нем. Scheibe — диск, шайба), с помощью свинцовых оправ набирали целые окна (нем. Glasscheiben, ставшие характерной чертой средневековых и ренессансных интерьеров дворцов и рыцарских замков. Их до настоящего времени можно увидеть во многих старинных европейских зданиях. «Лунные стёкла» использовали и по периметру так называемых кабинетных витражей (нем. Kabinett Glasmalerei), которые дополняли небольшими «паечными» (в свинцовых оправах) расписными клеймами, с портретами или гербами владельцев замка.
Окна, набранные из «лунул» в свинцовых оправах, сохранялись в постройках стиля «хайматкунст» конца XIX — начала XX века и бережно воссоздаются при реконструкции и реновации старинных европейских зданий. В XVIII—XIX веках большие диски «лунного стекла» (диаметром метр-полтора) в отдельных случаях разрезали на прямоугольные пластинки, которые вставляли в оконный переплет.